# Bhawanipur
Bhawanipur är en ort i Indien.   Den ligger i distriktet Supaul och delstaten Bihar, i den nordöstra delen av landet, 1 000 km öster om huvudstaden New Delhi.